# Lukanka

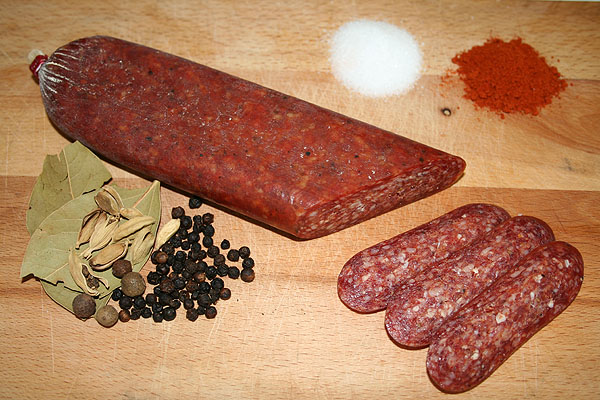
Lukanka.

La lukanka (en bulgare : луканка) est un saucisson bulgare, parfois épicé. 

## Généralités
La lukanka est un saucisson semblable au soudjouk, semi-séché, à forme cylindrique aplatie. L'intérieur est de couleur brun-rouge. Le mélange de petits morceaux de viande et de graisse donne à la lukanka une structure granuleuse.
Traditionnellement, la lukanka est faite de viandes de porc, de veau et d'épices (poivre noir, cumin) et de sel. L'ensemble est haché et fourré dans un boyau de vache séché. Après la farce, le saucisson cylindrique est mis à sécher pendant environ 40 à 50 jours. Pendant le processus de séchage, la lukanka est pressée afin d'acquérir sa forme aplatie caractéristique. La lukanka est habituellement tranchée finement et servie froide lors de l'apéritif ou en entrée.
Les qualités gustatives de la lukanka dépendent des caractéristiques naturelles de la région où elle est produite et de la microflore de l'environnement géographique local. Elle est produite dans plusieurs régions de Bulgarie, la plupart d'entre elles sont situées dans le centre du pays, au pied de la chaîne de montagnes du Grand Balkan, notamment dans les régions de Smyadovo, Panagyurichté et Karlovo. La Karlovska Lukanka est une dénomination protégée au niveau local par l'office des brevets de la République de Bulgarie. La Panagyurska Lukanka est reconnue, au niveau de l'Union européenne, sous l’appellation de spécialité traditionnelle garantie.